# Nouans-les-Fontaines
Nouans-les-Fontaines è un comune francese di 806 abitanti situato nel dipartimento dell'Indre e Loira nella regione del Centro-Valle della Loira.

## Società

### Evoluzione demografica
Abitanti censiti